# Trương Tuấn Hùng
Trương Tuấn Hùng (phồn thể: 張俊雄; giản thể: 张俊雄; bính âm: Zhāng Jùnxióng; Bạch thoại tự: Tiuⁿ Chùn-hiông), sinh ngày 23 tháng 3 năm 1938 là một chính trị gia Đài Loan. Ông là cựu Thủ tướng Trung Hoa Dân Quốc. Ông được bổ nhiệm làm hai nhiệm kỳ Thủ tướng riêng biệt, đều dưới thời Tổng thống Trần Thủy Biển. Việc bổ nhiệm ông bởi Tổng thống vào năm 2000 đã đánh dấu lần đầu tiên một đảng viên Đảng Dân chủ Tiến bộ nắm giữ chức thủ tướng.
Ông là một thành viên sáng lập của Đảng Dân chủ Tiến bộ (DPP), ông là ủy viên của Ủy ban Trung ương và Ủy viên Ban Chấp hành Trung ương từ năm 1986 đến năm 2000.

## Thuở nhỏ
Trương Tuấn Hùng sinh năm 1938 tại thành phố Gia Nghĩa khi Đài Loan vẫn là thuộc địa của Nhật Bản. Ông kiếm được bằng Cử nhân luật tại Đại học quốc lập Đài Loan năm 1960. Ông gia nhập Trung Quốc Quốc Dân Đảng vào năm 1970, nhưng bị trục xuất ba năm sau đó vì đã gắn một chiến dịch cho Hội đồng Thành phố Đài Bắc. Là một luật sư, ông bảo vệ các nạn nhân của sự cố Cao Hùng năm 1980. Từ năm 1982 đến năm 1986, ông là Chủ tịch của Hiệp hội Thanh niên Cơ Đốc Cao Hùng.

## Sự nghiệp chính trị
Ông là một thành viên của Lập pháp viện Trung Hoa Dân Quốc từ năm 1983 đến năm 2000. Là một nhà lập pháp, ông là Giám đốc điều hành và Tổng hội của DPP từ năm 1987 đến năm 1988, 1990 và 1998 đến 1999. Ông là Ủy viên Ủy ban Tư pháp năm 1991, của Ủy ban về Nội vụ và Biên giới trong năm 1992, và của Ủy ban Giao thông năm 1995.
Năm 1994, ông là ứng cử viên Đảng Dân chủ Tiến bộ để điều hành cho chức thị trưởng thành phố Cao Hùng, nhưng đã bị đánh bại bởi nhà lãnh đạo Trung Quốc Quốc Dân Đảng Ngô Đôn Nghĩa.
Trong cuộc bầu cử tổng thống năm 2000, ông là Tổng quản lý chiến dịch của Trần Thủy Biển. Trong chính quyền Trần Thủy Biển, ông làm Tổng thư ký Văn phòng Tổng thống vào năm 2000, Phó Thủ tướng năm 2000 và Thủ tướng Trung Hoa Dân quốc từ ngày 6 tháng 10 năm 2000 đến ngày 1 tháng 2 năm 2002.
Từ năm 2002, ông là Tổng Bí thư Đảng Dân chủ Tiến bộ và Cố vấn cao cấp tại Văn phòng Tổng thống.
Ông đã tham gia cuộc bầu cử Lập pháp năm 2004 với tư cách là người thứ tư trên toàn quốc của DPP và được bầu một cách dễ dàng nhưng đã từ chức (như ông đã hứa trong chiến dịch) vì Liên minh Phiếm Lục thất bại trong việc giành đa số. Ông cũng đã từ chức từ chức Tổng Bí thư Đảng Dân chủ tiến bộ để chịu trách nhiệm về thất bại.
Ông được bổ nhiệm làm Chủ tịch của Quỹ Quỹ giao lưu eo biển vào năm 2005 sau cái chết của cựu chủ tịch Cô Chấn Phủ. Với sự từ chức của Tô Trinh Xương vào ngày 12 tháng 5 năm 2007, Tổng thống Trần Thủy Biển đề cử ông để thay thế vào vị trí Thủ tướng lần thứ hai có hiệu lực vào ngày 21 tháng 5, và Hồng Kỳ Xương đã kế nhiệm ông làm chủ tịch của Quỹ giao lưu eo biển. Su từ chức và bổ nhiệm lần thứ hai của Chang là Thủ tướng đánh dấu lần thứ sáu thủ tướng mà Trần Thủy Biển đã bổ nhiệm trong hai nhiệm kỳ của ông với tư cách là Tổng thống. Tô Trinh Xương từ chức và bổ nhiệm lần thứ hai của Trương Tuấn Hùng làm Thủ tướng đánh dấu lần thứ sáu mà Trần Thủy Biển đã bổ nhiệm thủ tướng trong hai nhiệm kỳ của ông với tư cách là Tổng thống.

## Gia đình
Trương Tuấn Hùng duy trì một mối quan hệ hôn nhân lâu dài với một người tình trong khi vẫn kết hôn hợp pháp với người vợ đầu tiên của mình, Từ Thụy Anh. Sau nhiệm kỳ đầu tiên của mình với tư cách là Thủ tướng, ông và Từ Thụy Anh đã ly hôn, và năm 2007 ông kết hôn với người vợ thứ hai Chu Á Anh.